# تشارلز واينبرغر
تشارلز واينبرغر (بالألمانية: Charles Weinberger)‏ (و. 1861 – 1939 م) هو ملحن نمساوي، ولد في فيينا، توفي في فيينا، عن عمر يناهز 78 عاماً.